# André Annosse
 (mai 2016).
Si vous disposez d'ouvrages ou d'articles de référence ou si vous connaissez des sites web de qualité traitant du thème abordé ici, merci de compléter l'article en donnant les références utiles à sa vérifiabilité et en les liant à la section « Notes et références ».
André Annosse est un auteur et réalisateur de documentaires français.

## Filmographie

### Comme scénariste
- 1997 : L'Histoire secrète de la conquête spatiale, réalisé par Reynold Ismard
- 1999 : Stars et Joyaux, réalisé par Reynold Ismard
- 2003 : Au cœur du plus grand parc d'Afrique du Sud : Le Kruger, réalisé par Jacques Arhex
- 2004 : Le Shah d'Iran : Un homme à abattre, réalisé par Reynold Ismard
- 2007 : L'Énigme René Bousquet, réalisé par Patrick Cabouat

### Comme scénariste et réalisateur
- 2000 : La Fusée Ariane : Un succès de l'Europe
- 2001 : La Biodiversité : L'Or vert de Guyane
- 2002 : Interpol
- 2003 : Les Missiles de la terreur
- 2003 : Il était une fois la 2 CV
- 2004 : Les Justes en Rhône-Alpes : Ils étaient hors-la-loi
- 2006 : L'Histoire de l'imagerie médicale
- 2007 : Le Duel des géants
- 2010 : Les Armes miracles d'Hitler
- 2015 : Eva Braun, épouse Hitler